# Aiube ibne Habibe Aláquemi
Aiube ibne Habibe Aláquemi (em árabe: أيوب بن حبيب اللخمي; romaniz.: Ayyub ibn Habib al-Lakhmi) foi uale do Alandalus, primo do seu antecessor Abdalazize ibne Muça, que foi assassinado em 715, 716 ou 718. Foi nomeado pelas elites árabes locais e ficou no posto por seis meses até o governador da Ifríquia, Maomé ibne Iázide, nomear seu sucessor Alhor ibne Abderramão Atacafi.